# Interessengebiet des KZ Auschwitz

Interessengebiet des KZ Auschwitz
(etwa 40 Quadratkilometer)

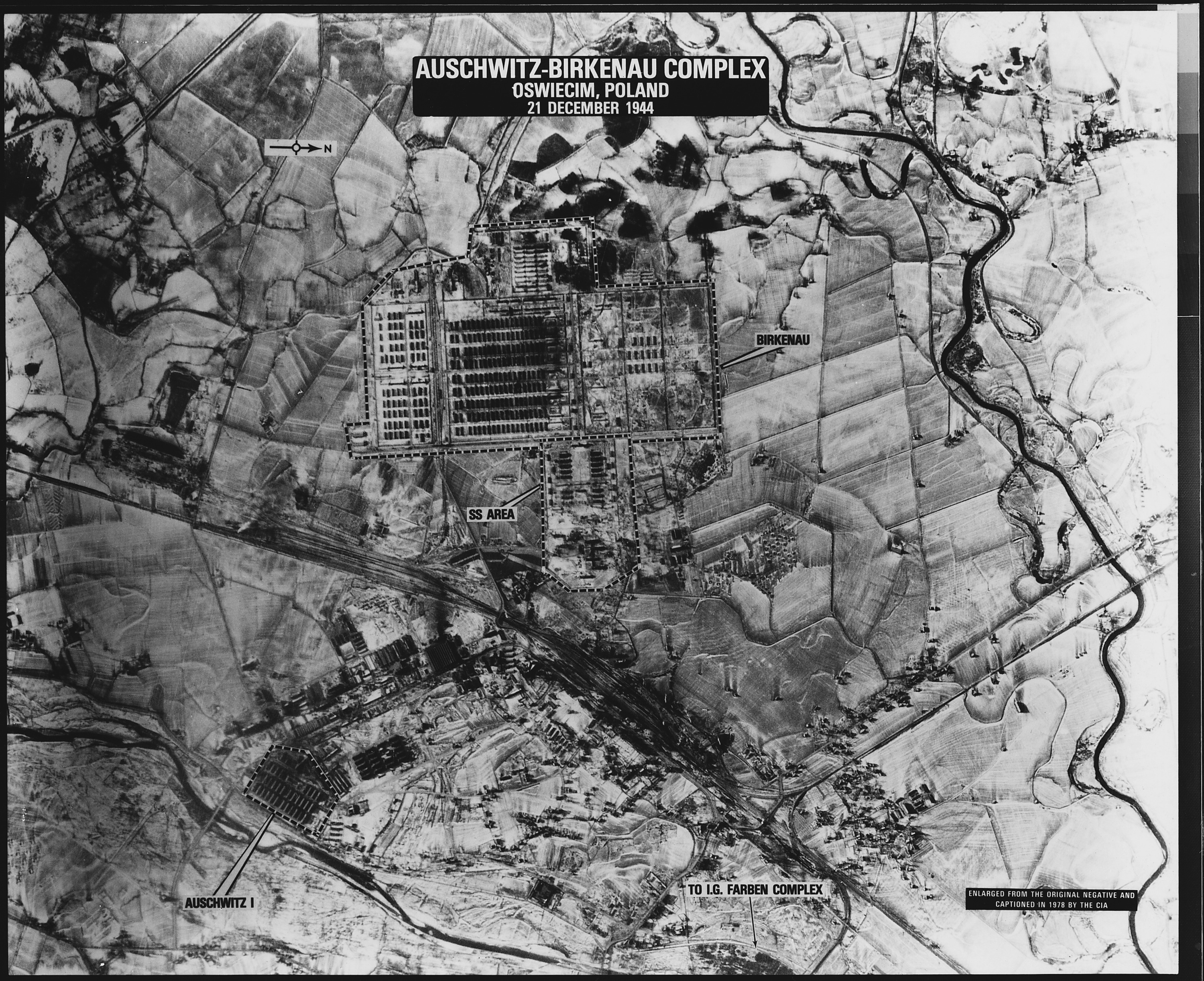
Luftaufnahme eines Teils des Interessengebietes der United States Army Air Forces vom 21. Dezember 1944

Das Interessengebiet des KZ Auschwitz (auch Interessengebiet des KL Auschwitz) war während des Zweiten Weltkrieges ein Sperrgebiet der Schutzstaffel für den Lagerkomplex Auschwitz im deutsch besetzten Polen. Auf diesem von der Außenwelt abgeschirmten Gebiet entstand der größte Konzentrations- und Vernichtungslagerkomplex des NS-Staates. Das Interessengebiet befand sich südlich der Einmündung der Soła in die Weichsel nahe der Stadt Oświęcim (dt. Auschwitz) und war teilweise durch diese Flüsse begrenzt. In dem zuletzt etwa 40 Quadratkilometer großen Interessengebiet lagen das Stammlager des KZ Auschwitz, das Vernichtungslager Auschwitz-Birkenau, Werkstätten, SS-Betriebe sowie die Landwirtschaftsbetriebe des KZ Auschwitz und deren angeschlossene Nebenlager. Das Interessengebiet bestand offiziell von Ende Mai 1941 bis zur Befreiung des Gebietes durch die Rote Armee Ende Januar 1945, ab Juni 1943 als eigenständiger Amtsbezirk.

## Lage
Wegen der unterschiedlichen Behandlung der Bevölkerung in den annektierten polnischen Gebieten schufen die Nationalsozialisten eine Polizeigrenze, deren Überschreiten 1940 für jedermann genehmigungspflichtig war; der Verlauf entsprach weitgehend der bis zum Kriegsbeginn bestehenden Grenze, wich aber in Oberschlesien davon ab, indem er auch die bisherige Autonome Woiwodschaft Schlesien und ein kleineres angrenzendes Gebiet auf die Seite des vor 1939 deutschen Territoriums zog und nicht in den östlich davon gebildeten Oststreifen, dessen Bevölkerung als minderwertig betrachtet und behandelt wurde. Dabei wurde der neuumgrenzte Landkreis Bielitz, in dem Auschwitz lag, von der im Reichsgesetzblatt widersprüchlich definierten Grenze zerschnitten.
Die Verordnung über die Beschränkung des Reiseverkehrs mit Gebietsteilen des Großdeutschen Reichs und mit dem Generalgouvernement vom 20. Juli 1940, Paragraf 1, Abs. 1 Nr. b. nennt eine Einbeziehung lediglich der mit Bielitz verflochtenen Stadt Biala, sodass von Biala abgesehen, die bisherige Ostgrenze der Autonomen Woiwodschaft Schlesien die Polizeigrenze bildete und das Gebiet von Auschwitz und Birkenau in dem östlichen, nur mit „besonderer Erlaubnis“ zu betretenden Teil des Kreises Bielitz lag. Bereits mit Wirkung vom 1. September 1940 wurde durch einen „Schnellbrief“ Reinhard Heydrichs diese Polizeigrenze in der Weise verändert, dass ihr Verlauf südlich Auschwitz aufgehoben wurde und sie stattdessen, weiterhin die Stadt Auschwitz vom „passierscheinfrei[en]“ Gebiet trennend, östlich davon dieser entlang der Weichsel zur Grenze des Generalgouvernements verlief. Demgegenüber definierte die zur steuerlichen Diskriminierung von Polen dienende Erste Verordnung zur Durchführung der Verordnung über die Erhebung einer Sozialausgleichsabgabe. Vom 10. August 1940, die in ihrem Paragraf 7 den unter eine Sonderregelung gestellten „Oststreifen“ definierte, einen Grenzverlauf entlang der Soła, der auch der schon 1939 dokumentierten Grenzziehung im Raum Bielitz folgte, die seit 9. Oktober die Grenze zwischen dem annektierten Teil Polens und dem Generalgouvernement gebildet hatte und ab 20. November 1939, nach der Ostverschiebung der Grenze zum Generalgouvernement, als Polizeigrenze weiterbehalten wurde.
Ungeachtet der widersprüchlichen Angaben über den Grenzverlauf grenzte das Interessengebiet des KZ Auschwitz demnach sowohl an das Gebiet innerhalb der Polizeigrenze (nördlich der Weichsel begann der Landkreis Pleß) als auch an den Oststreifen jenseits der das Interessengebiet des KZ östlich begrenzenden Soła. Nach Forschungsergebnissen von Klaus von Münchhausen wurde die Polizeigrenze, im Bereich der Stadt Auschwitz verlaufend, bereits im September 1941 nicht mehr kontrolliert und im Mai 1942, nach Anordnung Heydrichs vom 12. Mai, ihre Kontrolle offiziell aufgehoben, auch die dort stehenden Hinweistafeln wurden bald darauf entfernt; dieser Erlass war aber nicht zur Veröffentlichung bestimmt.
Mit der wenige Tage später im Reichsgesetzblatt verkündeten Paßstrafverordnung vom 27. Mai 1942 wurde die Strafbarkeit des Überschreitens von Grenzen generell neu geregelt, die 1940 erlassene Verordnung über die Beschränkung des Reiseverkehrs aber nur in ihrem Paragrafen 2 verändert, sodass Paragraf 1, der den Grenzverlauf bei Biala festschrieb, in Kraft blieb. Zwischen dieser westlichen Grenze bei Biala, die offiziell nicht ohne „besondere Erlaubnis“ überschritten werden durfte, und jener östlichen an der Soła, die den „Oststreifen“ tatsächlich begrenzte, ab Mai 1942 aber weder gekennzeichnet noch kontrolliert wurde, befanden sich das Interessengebiet des KZ Auschwitz sowie der Bahnhof Auschwitz. Die erste Deportation von Juden aus dem alten Reichsgebiet, bei der die Polizeigrenze überschritten wurde und nach der alten Rechtslage eine Kontrolle hätte stattfinden müssen, fand am 16. Mai 1942 statt, also vier Tage nach Aufhebung der Kontrollen.

## Einrichtung des SS-Interessengebietes
Wenige Wochen nach Einrichtung des Stammlagers verfügte der für den Bereich zuständige Höhere SS- und Polizeiführer Erich von dem Bach-Zelewski nach der ersten geglückten Flucht eines polnischen Häftlings im Juli 1940 die Vertreibung der ortsansässigen Bevölkerung. Die polnische Bevölkerung sollte aus dem das Lager umgebenden Gebiet in einem Radius von fünf Kilometern ausgesiedelt werden, um Fluchten unmöglich zu machen und Fluchthilfe zu unterbinden. Zunächst mussten die Einwohner der Ortschaft Zasole ihre Häuser räumen, die danach von Führern der Lager-SS und deren Familien genutzt wurden.
Bereits zum Jahreswechsel 1940/41 „war die Lagerbaustelle in Auschwitz so groß, dass im ersten Gesamtbebauungsplan unterschieden werden musste zwischen Schutzhaftlager, Industriehof, Werkstätten, Kasernenbereich, Truppenwirtschaftslager, SS-Siedlung und Landwirtschaft“. Spätestens nach der Inspektion des Lagers durch Reichsführer-SS Heinrich Himmler am 1. März 1941 ordnete dieser zudem die Einrichtung von Landwirtschafts- und Zuchtbetrieben auf dem das KZ Auschwitz umgebenden Gebiet an. Im März/April 1941 mussten nach dieser Entscheidung die polnischen Bewohner der Dörfer Babice, Budy, Rajsko, Brzezinka (dt. Birkenau), Broszkowice, Pławy und Harmęże unter Zurücklassung ihrer Habe den Wohnort räumen und wurden vertrieben. Lediglich Polen, die als Fachkräfte von den deutschen Besatzern vor Ort benötigt wurden, blieben von dieser Maßnahme verschont. Der Großteil der leerstehenden Gebäude wurde durch KZ-Häftlinge abgerissen, um Flächen für den sich ausweitenden Lagerkomplex zu schaffen.
Ebenfalls im März 1941 entschied Himmler den Bau eines zweiten Lagers im drei Kilometer vom Stammlager entfernten Birkenau, das als größtes Vernichtungslager des nationalsozialistischen Deutschen Reiches zentraler Ort des Holocaust wurde. Für den Ausbau des stetig erweiterten Lagerkomplexes war daher von der SS-Neubauleitung bereits ein Interessengebiet geplant worden. Am 31. Mai 1941 wurde das Sperrgebiet offiziell als Interessengebiet des KL Auschwitz deklariert. Das später errichtete KZ Auschwitz-Monowitz sowie das Buna-Werk der I.G. Farben lagen nicht auf dem SS-Interessengebiet, sondern östlich der Stadt Auschwitz.
Das Lagergebiet war „von Warnschildern, Betonmauern, Wachtürmen und doppelreihigen, stromgeladenen Stacheldrahtzäunen umgeben, die nachts beleuchtet waren“. Angehörige der Wachkompanien bildeten auf Wachtürmen als sogenannte kleine Postenkette einen Bewachungsring jeweils um den stromführenden Lagerzaun des Stammlagers und Birkenaus. Die grosse Postenkette war ein weitläufiger Bewachungsring von bemannten Wachtürmen um beide Lager. Innerhalb des Interessengebietes patrouillierten zudem SS-Männer.

## Konflikt um die Gebietsabgrenzung
Der stetige Lagerausbau führte zu Interessenkonflikten der SS mit Zivilbehörden und Parteidienststellen der Stadt Auschwitz, da Auschwitz zu einer deutschen Musterstadt ausgebaut werden sollte. Bei diesen Auseinandersetzungen ging es jedoch ausschließlich um Fragen der Grenzziehung zwischen dem SS-Interessengebiet und der Stadt sowie um strittige Bauvorhaben. Ab Ende September 1942 konferierten auf Weisung Himmlers im sogenannten Haus der Waffen-SS gegenüber dem Bahnhof Auschwitz Vertreter des SS-Wirtschafts- und Verwaltungshauptamtes, Angehörige der Lager-SS, Repräsentanten der I.G. Farben sowie Beamte der Zivilverwaltung fast ein Jahr lang über diese Fragen. Zwischenzeitlich forderten Vertreter der Zivilbehörden im Januar 1943 aus „landschaftsgestalterischen“ Erwägungen heraus, das SS-Interessengebiet samt Lagern zu verlegen.

## Amtsbezirk
Im Juni 1943 wurden die Grenzen des SS-Interessengebietes abschließend festgelegt, das eine 40 Quadratkilometer große Fläche umfasste. Ab diesem Zeitpunkt war das Areal eine von den Zivilbehörden unabhängige Verwaltungseinheit und blieb nun als eigenständiger Amtsbezirk nur noch der SS unterstellt.
Als Leiter des Amtsbezirks fungierte der Kommandant des Stammlagers, der auch Standortältester der SS in Auschwitz (siehe Personal im KZ Auschwitz) war und als Amtskommissar nun zusätzlich die Aufgaben der Zivilverwaltung wahrnahm – dies waren nacheinander Rudolf Höß, Arthur Liebehenschel und zuletzt Richard Baer.
Das für das SS-Interessengebiet zuständige Lagerstandesamt (Standesamt Auschwitz II) wurde formal bereits im Januar 1943 selbstständig, nachdem es zuvor bereits zu Auseinandersetzungen bezüglich der Zuständigkeit mit den Standesämtern in Auschwitz und Bielitz gekommen war.